# مجلة سلانت
سلنت ماغازين (بالإنجليزية: Slant Magazine)‏؛ هي مجلة إلكترونية أمريكية، أسّسها «مات زولر سيتز» (بالإنجليزية: Matt Zoller Seitz)‏؛ وبدأت في النشر في العام 2001. يقع مقرها في مدينة نيويورك، وتهتم باستعراض الأفلام ومراجعة الكتب والإصدارات الأدبية والترفيهية.

## روابط خارجية
- سلنت ماغازين على موقع روتن توميتوز (الإنجليزية)